# Boasjön (Torups socken, Halland)
Boasjön är en sjö i Hylte kommun i Halland och ingår i Suseåns huvudavrinningsområde. Sjön är 9,3 meter djup, har en yta på 0,0937 kvadratkilometer och är belägen 147,4 meter över havet. Sjön avvattnas av vattendraget Slien. Vid provfiske har abborre och gädda fångats i sjön.

## Delavrinningsområde
Boasjön ingår i det delavrinningsområde (631573-132297) som SMHI kallar för Mynnar i Suseån. Medelhöjden är 140 meter över havet och ytan är 21,12 kvadratkilometer. Det finns inga avrinningsområden uppströms utan avrinningsområdet är högsta punkten. Slien som avvattnar avrinningsområdet har biflödesordning 3, vilket innebär att vattnet flödar genom totalt 3 vattendrag innan det når havet efter 38 kilometer. Avrinningsområdet består mestadels av skog (92 procent). Avrinningsområdet har 0,63 kvadratkilometer vattenytor vilket ger det en sjöprocent på 3 procent.